# Noël Coypel

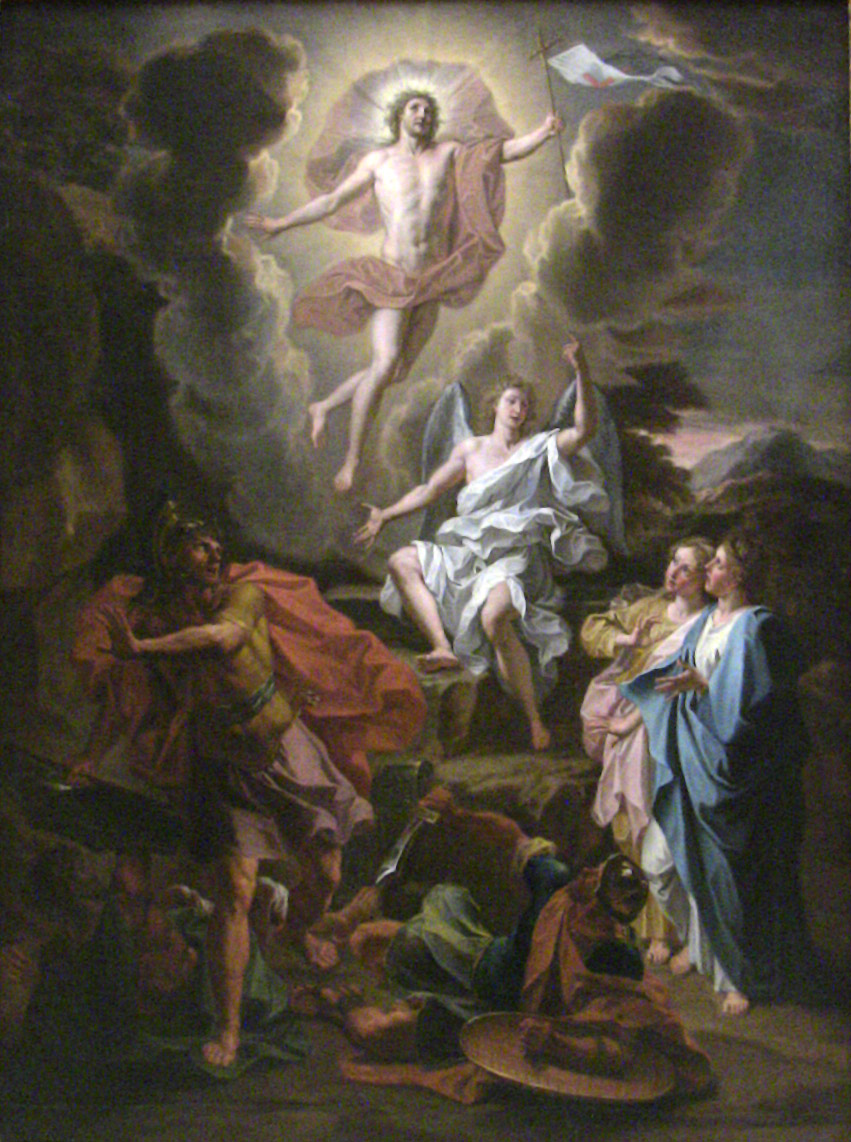
Noël Coypel – "Kristi uppståndelse"

Noël Coypel, född 25 december 1628 i Paris, död 24 december 1707 i Paris, var en fransk konstnär. Han var far till Antoine Coypel och Noël Nicolas Coypel.
Coypel var lärjunge till Charles Le Brun, och ledde 1672-1675 akademin i Rom och var 1695-1699 direktör för akademin i Paris. Han utförde ett flertal arbeten för kyrkor och slott i akademisk stil.
The Martyrdom of St James, i Notre-Dame, brukar anses vara hans främst verk.